# Astragalus kuhidashtehensis
Astragalus kuhidashtehensis är en ärtväxtart som beskrevs av Dieter Podlech. Astragalus kuhidashtehensis ingår i släktet vedlar, och familjen ärtväxter. Inga underarter finns listade i Catalogue of Life.